# Římskokatolická farnost Neratovice
Římskokatolická farnost Neratovice je jedno z územních společenství římských katolíků v podřipském vikariátu s farním kostelem sv. Jakuba Staršího.

## Dějiny farnosti
Roku 1352 plebánie při kostela Nanebevzetí Panny Marie v Lobkovicích, po reformaci filiálka farnosti Kostelec nad Labem, v roce 1855 byla zdejší farnost obnovena, mezi roky 1948–1975 k farnosti náležela obec Libiš a farnost byla přenesena ke kostelu sv. Jakuba Staršího s tím, že sídlem farnosti je obec Neratovice. Matriky jsou vedeny od roku 1831, předtím byly uloženy ve farnosti v Kostelci nad Labem. Starší názvy: Lobkovice; Lobkovicium; Lobkowitz

## Kostely farnosti
| Kostel                            | Místo             |
| --------------------------------- | ----------------- |
| Nanebevzetí Panny Marie           | Lobkovice         |
| kaple sv. Vojtěcha                | Neratovice        |
| sv. Víta                          | Kojetice          |
| sv. Jakuba Staršího               | Libiš             |
| Nanebevzetí Panny Marie           | Hostín u Vojkovic |
| sv. Mikuláše                      | Zálezlice         |
| Božího Těla                       | Hostín u Vojkovic |
| sv. Bartoloměje                   | Bukol             |
| Neposkvrněného Početí Panny Marie | Újezdec           |
| sv. Maří Magdalény                | Chlumín           |
| Narození sv. Jana Křtitele        | Obříství          |

Farnost pořádá mše také v Domově důchodců kněžny Emmy v ekumenické kapli v Neratovicích.
Aktuální seznam bohoslužeb lze dohledat v kalendáři na webových stránkách farnosti Neratovice Archivováno 12. 6. 2016 na Wayback Machine..
Kvůli nedostatečné kapacitě církevních objektů v Neratovicích pro bohoslužby a aktivity farnosti je ve městě plánována stavba Kostela Nejsvětější Trojice a pastoračního centra Kardinála Josefa Berana. Stavba bude vedle bohoslužebných účelů sloužit i jako komunitní a kulturní centrum.

## Osoby ve farnosti
Peter Kováč, administrátor